# Larghetto
El larghetto és un tempo musical que indica una interpretació lenta de la partitura, a uns 60 ppm aproximadament, sense que arribi a ser un largo però una mica més a poc a poc que un adagio. És una inscripció orientativa que posa el compositor o compilador, ja que cada intèrpret fa una versió de la peça i només es marca el ritme i velocitat amb el metrònom en els casos d'aprenentatge o pràctica, mai en la interpretació final, on interferiria amb el so de la música.